# Talavera la Nueva
Talavera la Nueva es una EATIM perteneciente al municipio de Talavera de la Reina, en la provincia de Toledo (Castilla-La Mancha, España).

## Geografía
Está situada en el noroeste de la provincia de Toledo, en el municipio de Talavera de la Reina y en la comarca de las Tierras de Talavera, a 369 m de altitud. Se encuentra a 3,8 km del centro urbano de Talavera de la Reina.

## Demografía
Según los datos publicados por el INE a 1 de enero de 2021 el número de habitantes en Talavera La Nueva era de 1.470, 15 habitantes más que en el año 2020. En el gráfico siguiente se puede ver cuantos habitantes tiene Talavera La Nueva a lo largo de los años. 
| Gráfica de evolución demográfica de Talavera la Nueva entre 2000 y 2023 |
|                                                                         |

## Origen del pueblo
La zona de Talavera la Nueva está íntimamente ligada al resto del municipio. Es un pueblo de colonización fundado en el siglo XX por la política de colonización en el valle del Tajo entre el río y el canal bajo del Alberche impulsada por el gobierno de Francisco Franco. Se creó el pueblo y se ofertaron casas, ganado y tierras a campesinos que poblaron la actual zona urbana de la Entidad Local Menor. En la primera década del siglo XXI se construyó un polígono industrial y la población ha ido aumentando atraída por la calidad de vida.

## Monumentos principales
- Iglesia parroquial de San Francisco de Asís, donde destacan sus paneles de cerámica que ilustran la vida y leyendas del titular. Los trabajos de ornamentación de sus paredes laterales, púlpitos, coro, presbiterio y retablo mayor fueron realizados desde septiembre del 2000 a diciembre del 2003, siendo inauguradas el 6 de enero de 2004 por el arzobispo de Toledo Antonio Cañizares.
- Ermita de San Isidro.
- Villa romana de Saucedo, que se encuentra en sus proximidades.
- Verraco vettón, figura de piedra que representa a un toro localizado en la calle del Río de Alberche del Caudillo, fue cedido por el Ayuntamiento de Alberche del Caudillo al de Talavera la Nueva. En la actualidad se encuentra ubicado en la Casa de Cultura.

## Economía
La localidad es rica en producción agrícola y tiene cierto número de industrias. 

## Deportes
En cuanto al fútbol, la localidad cuenta con el Club Deportivo Talavera La Nueva, cuya primera equipación consta de camiseta azul, pantalón blanco y medias azules. La segunda equipación consta de camiseta naranja, pantalón negro y medias naranjas.

## Asociaciones
En la localidad existen diferentes asociaciones como son:
- Asociación de mujeres Nuestra Señora de la Asunción
- Asociación cultural Villa del Saucedo
- Asociación cultural Villa de Iscallis
- Asociación floklórica Talavera La Nueva
- Club de pesca "La Secadera"
- Agrupación ciclista Talavera La Nueva
- AMPA Laguna del Rey
- Hermandad de San Francisco de Asís
- Hermandad de San Isidro

## Fiestas
- Fin de semana anterior al 15 de mayo: romería de San Isidro.
- Segundo fin de semana de septiembre: fiestas en honor de San Francisco de Asís.
- Tercera semana de septiembre: Semana Cultural.